# Rodrigo Wong Arévalo
Rodrigo Wong Arévalo (Puerto Cortés, Cortés, Honduras; 6 de agosto de 1948 ) es un abogado, presentador de televisión, redactor, periodista, director de múltiples medios de comunicación en Honduras incluyendo el Telenoticiero Abriendo Brecha, la Editorial Hablemos Claro, TEN TV, ABC Radio y Sercano TV.

## Biografía y carrera
Inició como comentarista deportivo, posteriormente se trasladó al área de las noticias, en Radio América. Durante la década de los 80, Wong Arévalo se dedicó a difundir denuncias contra funcionarios, militares y el Gobierno en distintos medios de comunicación.
El 1 de febrero de 1988, Wong Arévalo fundó su programa telenoticiero Abriendo brecha, en el canal Telecadena 7 y 4 de Corporación Televicentro. Posteriormente, en 2007 Abriendo Brecha empezó a transmitirse a través del TEN Canal 10, Televisión Educativa Nacional (TEN), donde es su director.
En 1993, Wong Arévalo recibió una alerta de atentado contra su vida, que decía que su automóvil tenía implantado C-4, tras una investigación al vehículo se confirmó que los explosivos sí se encontraban ahí, las investigaciones también revelaron al general de infantería Marios Hung Pacheco como supuesto implicado, también fueron implicados Eduardo Vásquez Jimminson y el coronel Carlos Andino Benítez. Según Wong, que todos los implicados en un intento de asesinato en su contra fueran militares no era casualidad, pues aseguró que las denuncias contra los militares expuestas en su programa habían empujado a los implicados a tratar de matarlo.
Tras el lanzamiento del canal Servicio Centroamericano de Noticias (Sercano) en Estados Unidos, el alcalde de la ciudad de Miami, Tomás Pedro Regalado, entregó una proclama a Wong Arévalo en abril de 2014.
Está casado con su esposa Regina de Wong, tiene tres hijos, Regina María Wong, Mónica Wong y Rodrigo Javier Wong.

## Premios
- 1987 - Premio Álvaro Contreras
- 2014 - Proclama entregada por la alcaldía de Miami.
- 2014 - Premio Empresarial Tiburcio Carias entregado por el Consulado de Honduras y la Cámara de Comercio de Honduras en Miami.[4]